# Teddy Pilette
Théodore Jacques René Pilette, detto Teddy (Bruxelles, 26 luglio 1942), è un ex pilota automobilistico belga di Formula 1.
Figlio del pilota belga André Pilette, ha esordito come pilota nel 1962 e ha gareggiato nel 1974 con una Brabham e nel 1977 con una BRM.

## Carriera
Pilette fa il suo esordio, nella stagione 1962, prendendo parte al campionato di Formula Junior che lo vede al via in 13 occasioni, alternandosi tra i colori della scuderia nazionale belga e della scuola di pilotaggio di Jim Russell, con un podio come miglior risultato.
Prese parte alla 12 Ore di Sebring del 1963 con una Abarth-Simca 1300 Bialbero conquistando la ventunesima posizione e, sempre su Abarth fu primo di classe nel campionato Belga riservato alle berline nel 1965.
Dal 1965 al 1973 corse per la scuderia del conte Van der Straten prendendo parte a numerose competizioni, soprattutto al volante di Alfa Romeo T33, e conquistando il titolo europeo di Formula 5000 su Chevron B28; successo che ripeterà nel 1975.
Continuò il suo impegno in varie formule tra cui le gare endurance conquistando la propria classe alla 24 Ore di Le Mans 1978 su Ford Capri con i colori Castrol.
Prese parte al Gran Premio del Belgio 1974 su una Brabham privata chiudendo al diciassettesimo posto e, nel 1977 fallì la qualificazione ai GP di Germania, Olanda e Italia su BRM P207.

## Risultati in F1
| 1974 | Scuderia | Vettura |  |  |  |  |    |  |  |  |  |  |  |  |  |  |  |  |  | Punti | Pos. |
| ---- | -------- | ------- |  |  |  |  | -- |  |  |  |  |  |  |  |  |  |  |  |  | ----- | ---- |
| 1974 | Brabham  | BT42    |  |  |  |  | 17 |  |  |  |  |  |  |  |  |  |  |  |  | 0     |      |

| 1977 | Scuderia | Vettura |  |  |  |  |  |  |  |  |  |  |    |  |    |    |  |  |  | Punti | Pos. |
| ---- | -------- | ------- |  |  |  |  |  |  |  |  |  |  | -- |  | -- | -- |  |  |  | ----- | ---- |
| 1977 | BRM      | P207    |  |  |  |  |  |  |  |  |  |  | NQ |  | NQ | NQ |  |  |  | 0     |      |

| Legenda | 1º posto     | 2º posto | 3º posto    | A punti         | Senza punti/Non class.  | Grassetto – Pole position Corsivo – Giro più veloce |
| Legenda | Squalificato | Ritirato | Non partito | Non qualificato | Solo prove/Terzo pilota | Grassetto – Pole position Corsivo – Giro più veloce |